# Eugenio Arrieta

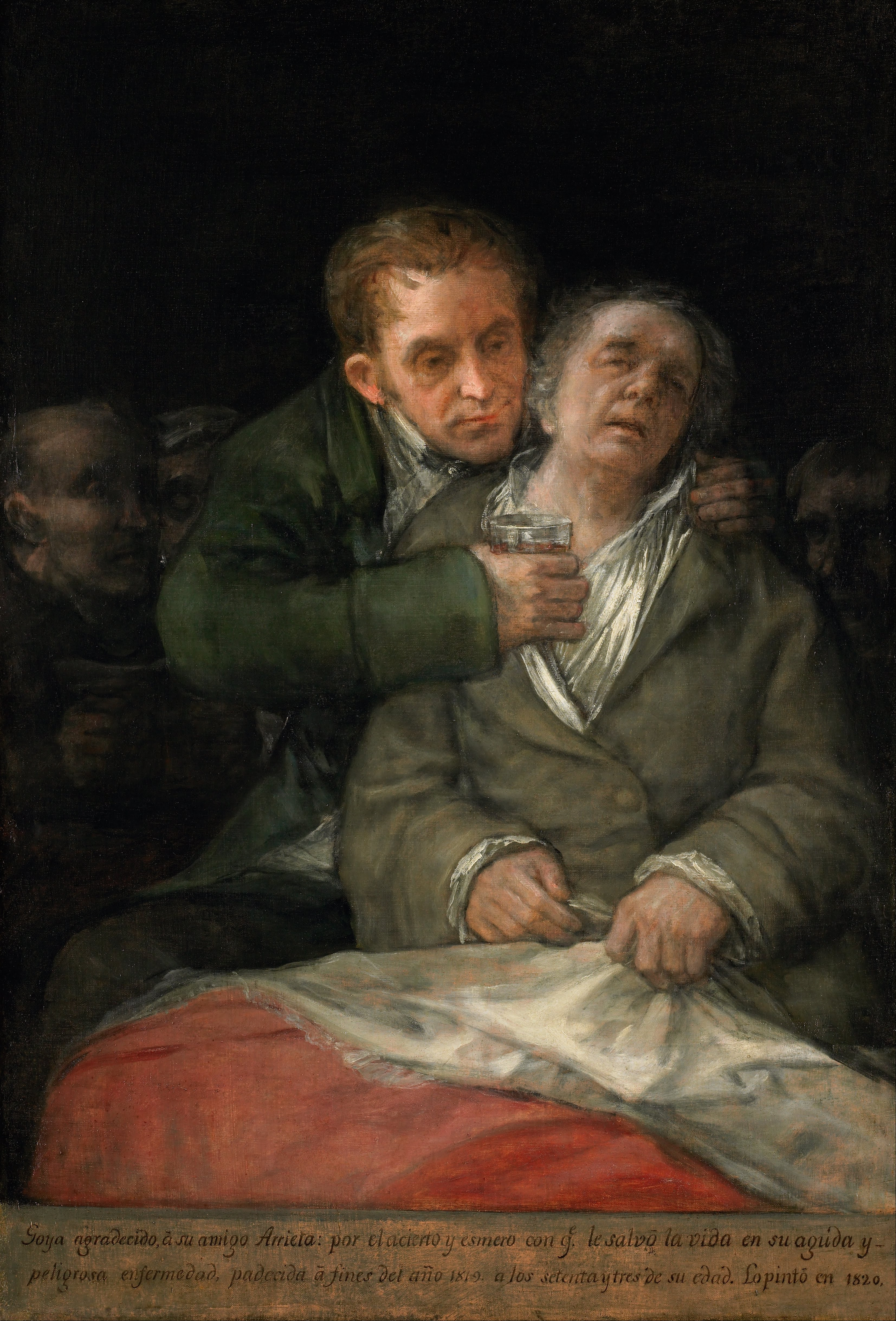
Goya a su médico Arrieta.

Eugenio José García Arrieta (Cuéllar, 15 de noviembre de 1770), más conocido como el doctor Arrieta, fue un médico español que curó a Francisco de Goya de una grave enfermedad (probablemente unas fiebres tifoideas, llamadas tabardillo en la época) a finales de 1819, y en agradecimiento el pintor le dedicó su obra Goya atendido por el doctor Arrieta, donde Goya se autorretrata asistido por el médico. En la parte inferior del lienzo, una cartela presumiblemente escrita por el pintor, dice:

Goya agradecido, á su amigo Arrieta: por el acierto y esmero con qe. le salvó la vida en su aguda y / peligrosa enfermedad, padecida á fines del año 1819, a los setenta y tres de su edad. Lo pintó en 1820.

Nacido en la villa segoviana de Cuéllar, fue hijo de Ángel García Muñoz y de Dorotea Arrieta Merino, y hermano del escritor Agustín García Arrieta.
Sólo se conocen algunos aspectos de su trayectoria académica y profesional: ejerció en Madrid, y en 1820 fue comisionado por el Gobierno para estudiar “la peste de Levante” en las costas de África, donde probablemente falleció. Sin embargo, Arturo Mohinos Cruz en. su ensayo Eugenio Arrieta, el médico de Goya: ensayo biográfico, dice : 

Debo afirmar que esa noticia es completamente falsa. Tal como se verá más adelante, Eugenio García Arrieta ni fue comisionado para tal fin, ni nunca estuvo en África; ni, mucho menos, murió en ese continente. Desde que atendió a Francisco de Goya, Arrieta nunca volvió a salir de Madrid, ni abandonó su domicilio de la calle Atocha nº 9 donde practicó su profesión hasta el mismo día de su muerte.